# Павон, Хосе Игнасио
Хосе́ Игна́сио Паво́н (исп. José Ignacio Pavón; 1791, Веракрус — 24 мая 1866, Мехико) — мексиканский адвокат, юрист и политик. С 13 августа 1860 по 15 августа 1860 года исполнял обязанности президента Мексики.

## Биография
Павон родился в Веракрусе, где он начал учёбу, которую продолжил в колледже Сан-Ильдефонсо в Мехико, где изучал философию и право. С 1823 года служил в министерстве финансов. Принимал участие в войне за независимость Техаса. В 1841 году стал членом мексиканского Верховного суда.
В 1860 году он был исполняющим обязанности председателя Верховного суда и исполнял обязанности президента в течение двух дней (13-15 августа 1860). После этого вернулся к работе в Верховном суде.